# Umbrá
Los Umbrá son un pueblo amerindio que habita en los municipios de Riosucio, departamento de Caldas (Resguardo de Escopetera-Pirza) y Quinchía (veredas Sardinero y Mápura), departamento de Risaralda, en Colombia.

## Historia
Antiguamente los Umbrá poblaban un territorio mucho más amplio que alcanzaba los actuales municipio de Belén de Umbría (Risaralda) y Anserma (Caldas). Este territorio fue ocupado por las tropas del conquistador Jorge Robledo en 1539. Durante los primeros 40 años de la conquista la población indígena de la zona fue reducida de 40.000 a 1.000 personas, a las que se les asignó en 1597 el Resguardo de Pirza y Umbrá. En 1627 los sobrevivientes fueron trasladados por los españoles junto con indígenas de otras etnias y lugares a la Vega de Supía, en 1627. En 1773 varias familias Umbrá regresaron a Pirza después de comprar unas tierras de parte de su antiguo territorio. Actualmente los Umbrá se dedican a la agricultura.
Algunos afirman que este pueblo fue una de las pocas comunidades con una lengua autóctona del eje cafetero.

## Lengua
La palabra umbrá en su lengua significa "de la cordillera". Parte de la población aun habla su propia lengua, que aún no ha sido clasificada, pero cuenta ya con un primer estudio publicado, realizado gracias a la cooperación de nueve hablantes interesados en la conservación de su idioma nativo.

## Tãtũĩõ
Las investigaciones lingüísticas y culturales han permitido establecer que los Umbrá aun usan sistemas de comunicación antiguos que utiliza palos y cuerdas con mensajes llamados tãtũĩõ, similares a los quipus quechuas; además, representaciones gráficas de los números y también pictografías  y petroglifos con significado.

## Arqueología
Actualmente el Museo Histórico y Arqueológico Elíseo Bolívar de Belén de Umbría
(Risaralda), conserva la colección más grande de la región Umbrá.

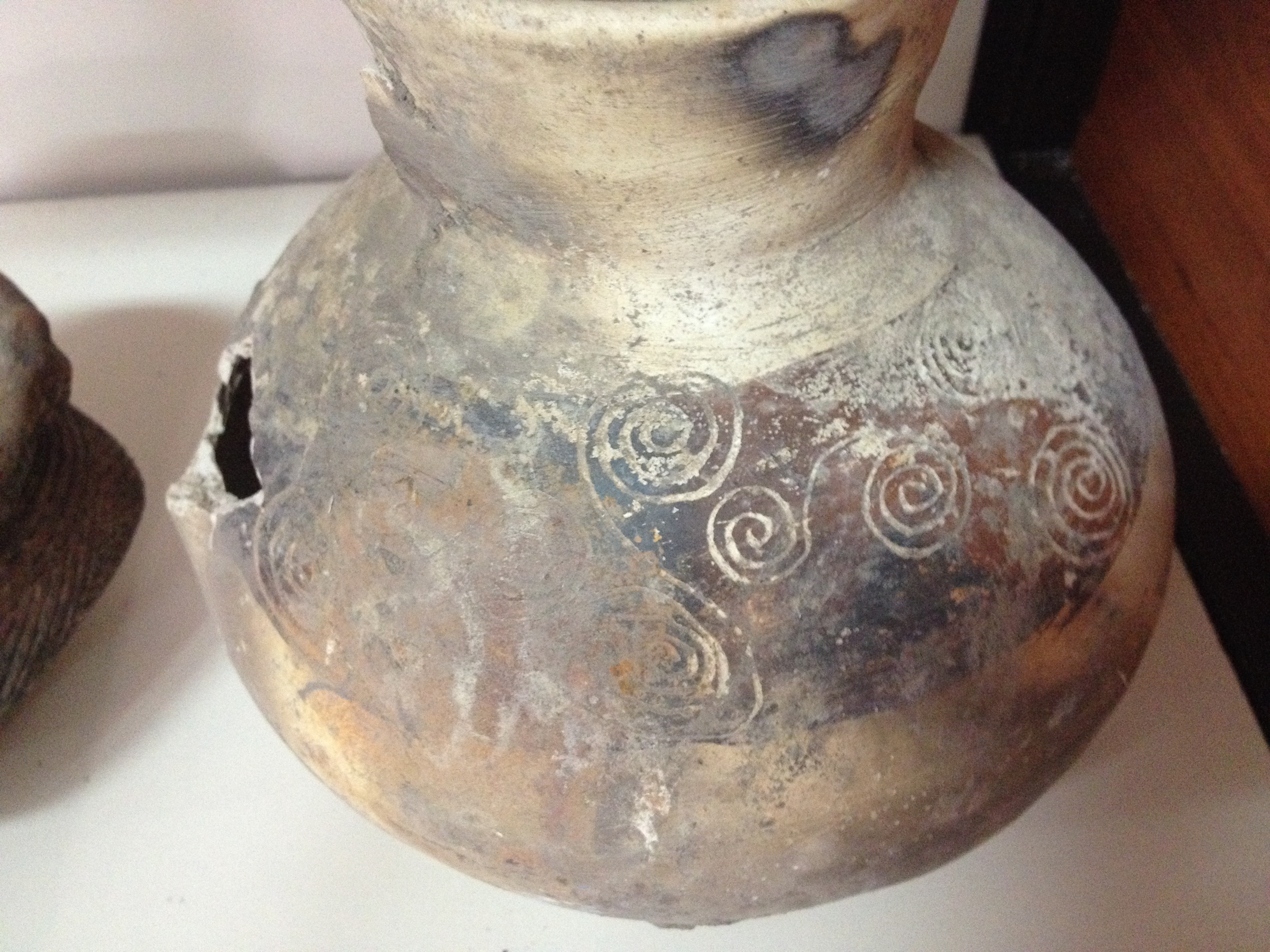
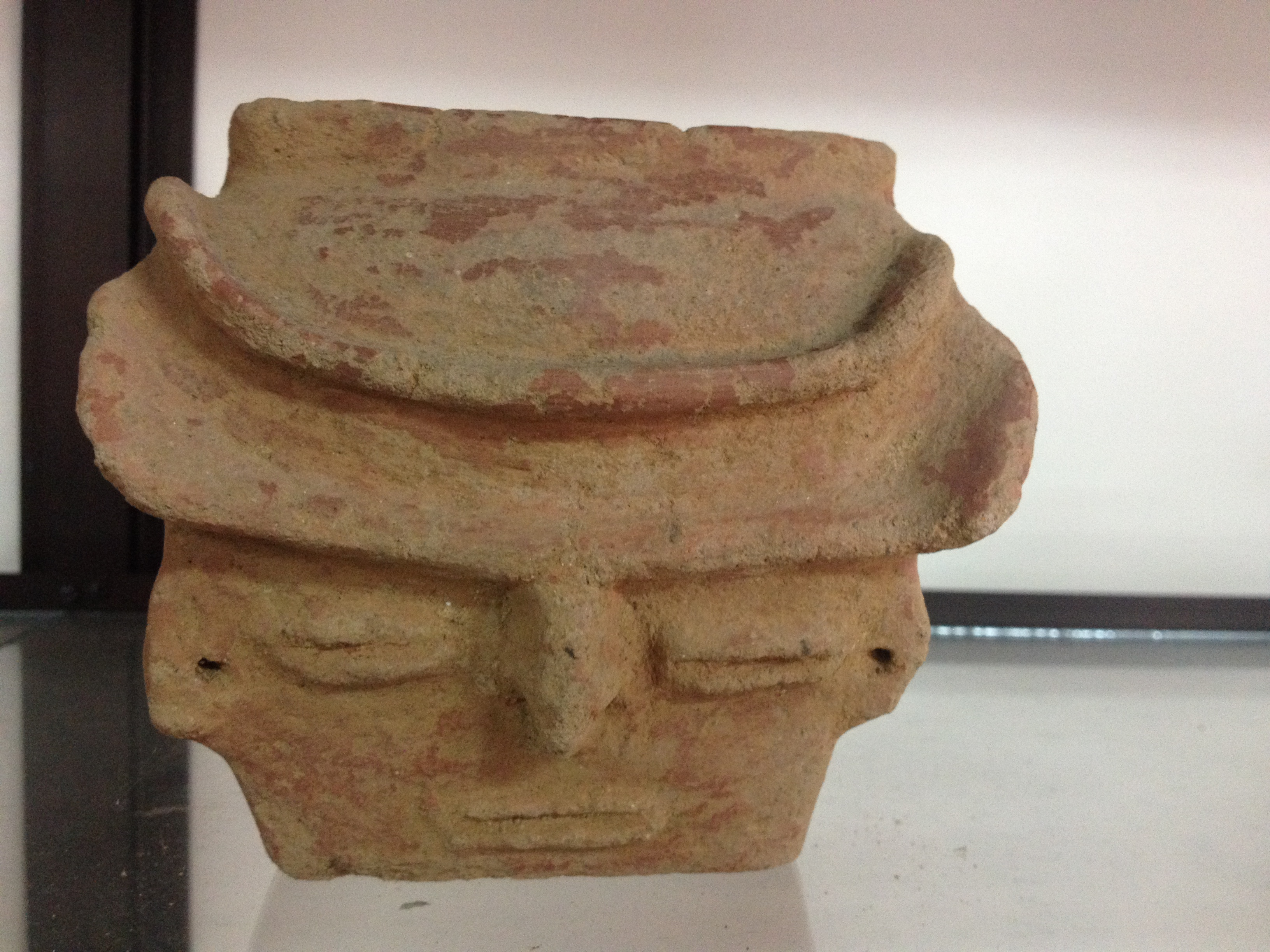